# Nyssodrysternum zonatum
Nyssodrysternum zonatum es una especie de escarabajo longicornio del género Nyssodrysternum, tribu Acanthocinini, subfamilia Lamiinae. Fue descrita científicamente por Monné en 1985.

## Descripción
Mide 5,2-7 milímetros de longitud.

## Distribución
Se distribuye por Brasil.